# Asadipus palmerston
Asadipus palmerston is een spinnensoort uit de familie Lamponidae. De soort komt voor in Noordelijk Territorium.